# Bixby (Oklahoma)
Bixby – miejscowość w Stanach Zjednoczonych, w stanie Oklahoma, w hrabstwie Tulsa. W 2019 roku miasto osiągnęło 27,9 tys. mieszkańców i należy do najszybciej rozwijających się miast w stanie. 